# Robin Gaborit
Pour les articles homonymes, voir Gaborit.
Robin Gaborit (né le 10 janvier 1991 à Cholet dans le département de Maine-et-Loire) est un joueur professionnel français de hockey sur glace. Il évolue au poste d'attaquant.

## Biographie

### Carrière en club
Formé à Cholet, il rejoint les équipes de jeunes de Rouen à l'âge de treize ans. En 2008, il débute dans la  Ligue Magnus avec le Mont-Blanc. En 2011, il part au Québec chez les Cobras de Terrebonne mais n'est pas autorisé à jouer dans la Ligue de hockey junior AAA du Québec. Il se relance à Briançon avec qui il remporte la Coupe de la ligue 2011-2012. Lors de la finale, les Briançonnais l'emportent 4-1 face aux Pingouins de Morzine-Avoriaz et décrochent la première Coupe de la Ligue de leur histoire. En 2012, il prend la direction d'Angers, le club qu'il soutient depuis son plus jeune âge.

### Carrière internationale
Il représente l'Équipe de France de hockey sur glace en sélection A'. Il a participé aux sélections jeunes.

## Trophées et honneurs personnels

### Championnat du monde junior
- 2011 : termine meilleur buteur de la division II, groupe A.

## Statistiques

### En club
| Saison    | Équipe                     | Ligue        |                   | Saison régulière  | Saison régulière  | Saison régulière  | Saison régulière  | Saison régulière  |                   | Séries éliminatoires | Séries éliminatoires | Séries éliminatoires | Séries éliminatoires | Séries éliminatoires |
| Saison    | Équipe                     | Ligue        | PJ                | B                 | A                 | Pts               | Pun               | PJ                | B                 | A                    | Pts                  | Pun                  |                      |                      |
| 2008-2009 | Avalanche Mont-Blanc       | Ligue Magnus | 23                | 0                 | 3                 | 3                 | 8                 | 2 rel             | 0                 | 0                    | 0                    | 0                    |                      |                      |
| 2009-2010 | Avalanche Mont-Blanc       | Ligue Magnus | 18                | 4                 | 5                 | 9                 | 2                 | -                 | -                 | -                    | -                    | -                    |                      |                      |
| 2010-2011 | Cobras de Terrebonne       | LHJAAAQ      | 0                 | 0                 | 0                 | 0                 | 0                 | 3 rel             | 1                 | 0                    | 1                    | 2                    |                      |                      |
| 2011-2012 | Diables rouges de Briançon | Ligue Magnus | 22                | 4                 | 6                 | 10                | 18                | 4                 | 2                 | 0                    | 2                    | 6                    |                      |                      |
| 2012-2013 | Ducs d'Angers              | Ligue Magnus | 17                | 6                 | 4                 | 10                | 8                 | 9                 | 2                 | 4                    | 6                    | 0                    |                      |                      |
| 2012-2013 | Dogs de Cholet             | Division 2   | 2                 | 1                 | 2                 | 3                 | 4                 | -                 | -                 | -                    | -                    | -                    |                      |                      |
| 2013-2014 | Ducs d'Angers              | Ligue Magnus | 26                | 6                 | 5                 | 11                | 22                | 16                | 1                 | 4                    | 5                    | 20                   |                      |                      |
| 2014-2015 | Ducs d'Angers              | Ligue Magnus | 21                | 6                 | 9                 | 15                | 20                | 10                | 3                 | 2                    | 5                    | 14                   |                      |                      |
| 2015-2016 | Ducs d'Angers              | Ligue Magnus | 26                | 14                | 10                | 24                | 16                | 14                | 6                 | 2                    | 8                    | 32                   |                      |                      |
| 2016-2017 | Ducs d'Angers              | Ligue Magnus | 44                | 18                | 15                | 33                | 24                | 4                 | 2                 | 2                    | 4                    | 0                    |                      |                      |
| 2017-2018 | Ducs d'Angers              | Ligue Magnus | 42                | 14                | 12                | 26                | 65                | 5                 | 0                 | 0                    | 0                    | 10                   |                      |                      |
| 2018-2019 | Ducs d'Angers              | Ligue Magnus | 41                | 17                | 7                 | 24                | 24                | 5                 | 1                 | 0                    | 1                    | 2                    |                      |                      |
| 2019-2020 | Ducs d'Angers              | Ligue Magnus | 23                | 9                 | 11                | 20                | 12                | 4                 | 2                 | 1                    | 3                    | 4                    |                      |                      |
| 2020-2021 | Ducs d'Angers              | Ligue Magnus | 22                | 5                 | 13                | 18                | 45                | -                 | -                 | -                    | -                    | -                    |                      |                      |
| 2021-2022 | Ducs d'Angers              | Ligue Magnus | 42                | 19                | 10                | 29                | 24                | 16                | 3                 | 4                    | 7                    | 42                   |                      |                      |
| 2022-2023 | Ducs d'Angers              | Ligue Magnus | 40                | 14                | 11                | 25                | 78                | 6                 | 0                 | 0                    | 0                    | 25                   |                      |                      |
| 2023-2024 | Ducs d'Angers              | Ligue Magnus | Saison en cours ? | Saison en cours ? | Saison en cours ? | Saison en cours ? | Saison en cours ? | Saison en cours ? | Saison en cours ? | Saison en cours ?    | Saison en cours ?    | Saison en cours ?    |                      |                      |

### En équipe nationale
| Année | Compétition                          |   | PJ | B | A  | Pts | Pun | +/-                                           |  | Résultat |
| 2008  | Championnat du monde moins de 18 ans | 5 | 3  | 1 | 4  | 4   | +2  | Médaille d'or de la division 2, groupe A      |  |          |
| 2009  | Championnat du monde moins de 18 ans | 5 | 2  | 4 | 6  | 12  | -2  | Quatrième place de la division 1, groupe B    |  |          |
| 2009  | Championnat du monde junior          | 5 | 1  | 2 | 3  | 12  | +4  | Médaille de bronze de la division 1, groupe A |  |          |
| 2010  | Championnat du monde junior          | 5 | 1  | 1 | 2  | 4   | -4  | Sixième place de la division 1, groupe A      |  |          |
| 2011  | Championnat du monde junior          | 5 | 7  | 6 | 13 | 12  | +11 | Médaille d'or de la division 2, groupe A      |  |          |